# Herculis
L'Herculis, couramment appelé Herculis de Monaco, et renommé Monaco-Sports en 1921, est un ancien club de football et d'athlétisme monégasque basé à Monaco, fondé en 1903.
En 1924, le club fusionne avec trois sociétés sportives de Monaco et de Beausoleil donnant naissance à l'Association Sportive de Monaco.

## Historique
L'Herculis est fondé le 16 juin 1903, initialement sous le nom de Cours Sportif Athlétique Herculis et possède deux sections : athlétisme et football. Ce dernier dénommé Football Association à ses débuts et appartient à la catégorie des sports athlétiques, au même titre que le Football Rugby.
La section football participe au championnat régional de la Côte d'Azur organisé par l'USFSA, et dont le titre régional permet qualificatif pour le championnat de France. Jusqu'à la Première Guerre mondiale, le club reste en 2e Série.
En 1917, l'Herculis participe à la Coupe Charles-Simon, première édition de la Coupe de France. Au Premier tour le club affronte l'Olympique de Marseille. Le résultat de la rencontre n'est pas connu avec certitude : repoussé au 21 octobre à la demande des Monégasques, qui déclarent finalement forfait la veille de la rencontre, cinq de ses joueurs, mobilisés sur le front, ne pouvant faire le déplacement. Curieusement, le site de la FFF donne le résultat de sept buts à zéro pour les Marseillais alors que le match ne s'est pas joué.
À la sortie de la guerre, l'Herculis remporte le championnat de la Cote d'Azur 1918-1919. Le club du Rocher est toutefois éliminé dès le tour préliminaire du championnat national par l'Olympique de Marseille.
Le SS Herculis est affilié à la Fédération française de football association le 25 août 1919, sous le numéro 204. Sa fusion avec l'Étoile de Monaco n'étant pas homologué par la 3FA (société non affiliée), elle est autorisée à changer son titre (celui de la fusion), en Monaco-Sports par le Bureau Fédéral de la 3FA, le 10 octobre 1921.[réf. nécessaire]
Après la disparition des championnats USFSA, le 13 juin 1920 est fondée la Ligue du Sud-est après la fusion de la Ligue de Provence créée le 10 août 1919, et de la Ligue du Sud. Elle comprenait à l'origine 3 districts : Provence, Côte d'Azur (dont l'Herculis dépend) et Languedoc.
Lors de la Coupe de France 1919-1920, le club est une nouvelle fois éliminé dès les premier tour par l'AS Cannes. Deux ans plus tard le club remporte son premier match face au Phocée Club Marseille.
Le 23 août 1924, l'Association sportive de Monaco est fondée, par la fusion du Monaco-Sports, l'AS PTT de Beausoleil, le Riviera AC de Monaco et le Monte-Carlo Swimming Club,. La section football de l'AS Monaco récupère alors le numéro d'affiliation de Monaco-Sports, affilié à la FFFA en 1919.

## Palmarès
| Compétitions nationales | Compétitions régionales                               |
| --- | ----------------------------------------------------- |
| - Championnat de France de l'USFSA - Meilleur résultat : Tour préliminaire en 1919 - Coupe de France - Meilleur résultat : Deuxième tour en 1923 | - Championnat de la Côte d’Azur (1) - Champion : 1919 |